# Олімпійська збірна Гондурасу з футболу
Олімпійська збірна Гондурасу з футболу — представляє Гондурас на Олімпійських іграх. Відбір гравців враховує те, що всі футболісти мають бути у віці до 23 років, окрім трьох футболістів. Команда контролюється Федерацією футболу Гондурасу.

## Статистика виступів

### Олімпійські ігри
| Виступи     | Виступи            | Виступи            | Виступи            | Виступи            | Виступи            | Виступи            | Виступи            | Виступи            | Виступи            |
| Рік         | МЗ                 | В                  | Н*                 | П                  | ГЗ                 | ГР                 | Різ                | О                  | Результат          |
| ----------- | ------------------ | ------------------ | ------------------ | ------------------ | ------------------ | ------------------ | ------------------ | ------------------ | ------------------ |
| 1900 ↓ 1996 | Не брали участь    | Не брали участь    | Не брали участь    | Не брали участь    | Не брали участь    | Не брали участь    | Не брали участь    | Не брали участь    | Не брали участь    |
| 2000        | 3                  | 1                  | 1                  | 1                  | 6                  | 7                  | –1                 | 4                  | Груповий етап      |
| 2004        | Не кваліфікувались | Не кваліфікувались | Не кваліфікувались | Не кваліфікувались | Не кваліфікувались | Не кваліфікувались | Не кваліфікувались | Не кваліфікувались | Не кваліфікувались |
| 2008        | 3                  | 0                  | 0                  | 3                  | 0                  | 5                  | –5                 | 0                  | Груповий етап      |
| 2012        | 4                  | 1                  | 2                  | 1                  | 5                  | 5                  | 0                  | 5                  | Чвертьфінал        |
| 2016        | 6                  | 2                  | 1                  | 3                  | 8                  | 14                 | –6                 | 7                  | 4-е                |
| 2020        | 3                  | 1                  | 0                  | 2                  | 3                  | 9                  | –6                 | 3                  | Груповий етап      |
| Разом       | 19                 | 5                  | 4                  | 10                 | 22                 | 40                 |                    |                    |                    |

## Статистика матчів
Станом на 25 липня 2021
| Суперник          | Матчі    | Голи    |
| ----------------- | -------- | ------- |
| Алжир             | 1–0–0    | 3:2     |
| Аргентина         | 0–1–0    | 1:1     |
| Австралія         | 1–0–0    | 2:1     |
| Беліз             | 1–0–0    | 5:0     |
| Бразилія          | 0–0–2    | 2:9     |
| Камерун           | 0–0–1    | 0:1     |
| Канада            | 3–2–0    | 7:3     |
| Коста-Рика        | 1–2–3    | 7:9     |
| Куба              | 1–0–0    | 2:0     |
| Сальвадор         | 2–1–0    | 7:3     |
| Гватемала         | 2–4–2    | 9:9     |
| Гаїті             | 3–1–0    | 7:2     |
| Італія            | 0–0–2    | 1:6     |
| Ямайка            | 1–0–0    | 2:0     |
| Японія            | 0–1–0    | 0:0     |
| Мексика           | 1–4–6    | 9:21    |
| Марокко           | 0–1–0    | 2:2     |
| Нікарагуа         | 3–0–0    | 15:2    |
| Нігерія           | 0–1–1    | 5:6     |
| Нова Зеландія     | 1–0–0    | 3:2     |
| Панама            | 3–1–0    | 8:3     |
| Португалія        | 0–0–1    | 1:2     |
| Румунія           | 0–0–1    | 0:1     |
| Південна Корея    | 1–0–1    | 1:1     |
| Іспанія           | 1–0–0    | 1:0     |
| Суринам           | 2–0–0    | 4:0     |
| Тринідад і Тобаго | 1–0–0    | 2:0     |
| США               | 4–1–5    | 17:19   |
| Разом             | 33–20–25 | 121:105 |